# 単一民族国家
単一民族国家（たんいつみんぞくこっか）とは、ある国家において、特定の民族のみで滞在人口の95%以上(国家内の他民族比率が累計5%未満)を占めている国。滞在人口の中で、最多民族以外の他民族らの合計が5%以上を占める国は「多民族国家(多人種・多文化国家)」に区分される。

## 区分基準・単一民族国家の例
移民や難民の流入がある時代のため、国内に居住する全ての人間が全て一民族だけという意味での単一民族国家は世界に存在しないものの、OECDなどは、同一民族の割合だけで全人口の95%以上を占める国家は、単一民族国家に区分している。

## 各国の事情

### 日本
かつては、九州の隼人や東北以北のエミシ、各地の土蜘蛛などが存在した。エミシは9世紀までに現在の岩手県まで征服されたが、その後全てのエミシが許されて東北に帰還した。9世紀には秋田のエミシが大規模な反乱を起こすなど古代においてエミシは滅んでいない。エミシは鎌倉時代の初めにおいてもしばしば登場し、和人と異なる民族意識は中世未だ継続した。しかし和人化が進み、歴史書にも登場しなくなり現在に至る。アイヌが存在した北海道周辺も和人に征服される。
大日本帝国時代は、アイヌに加えて朝鮮民族や台湾漢民族、台湾先住民族、南方諸民族等が住んでいた多民族国家であった。そのため日本人観は混合民族説が主流であり、日漢同祖論、日朝同祖論などで併合を正当化した。敗戦により日本列島に領土が限定されたことで「日本人」の定義は「われわれが祖先以来この同じ国土に住み、同じ日本語を語り、同じ運命をしのいで来た文化的倫理的協同体をいう」とする単一民族説が強くなった。
第二次大戦後は和人、大和民族として自己を定義する者が日本の人口の大多数を占める。戦後に日本に移住してきたニューカマーの外国人も日本国内に相当数居住しているが、外国人が日本の人口に占める割合は2019年ではわずか2.24%である。ただしこの統計はあくまで「外国籍の日本住民」であり、日本国籍を取得した帰化日本人や、いわゆるハーフ・クォーターの統計は公表されていない。
国民全体からすると極めて少数（北海道に23,000人程度、全人口の0.018%とされる）ではあるが現在も北海道にはアイヌが存在する（現在アイヌは北海道だけでなく首都圏などにも多く移住しているが、北海道以外の統計はない）。
また、人種差別撤廃委員会は、かつての琉球王国が存在した沖縄県を中心とした琉球民族として先住民認定し、権利を保護すべきであるなどと主張を始めている。ただし、日本政府はその主張を一切認めていない。国会では、「中国による民族分断工作」という批判もされている。
「一民族、一国家、一言語の日本」などの類の発言は政界や言論界で、保守的な論客から時折語られ、騒動となることがある。日本国を単一民族と述べた著名人は、以下のとおりである。
- 中曽根康弘 - 1986年9月24日、首相在任中、いわゆる知的水準発言の謝罪会見の際に「アメリカは多民族国家だから教育が容易でなく、黒人、プエルトリコ、メキシカンなどの知的水準がまだ高くない、日本は単一民族国家だから教育が行き届いている」という趣旨の教育に関する発言を行った[9]。
- 山崎拓 - 1995年、衆議院議員在任中、「一民族、一国家、一言語の日本の国のあり方がこれほどの国力を作り上げた。日本人が日本人を思いやる気持ちが阪神大震災の救済にも現われている」と発言。
- 鈴木宗男 - 2001年7月2日、衆議院議員在任中、東京有楽町の日本外国特派員協会での講演にて、「（日本は）一国家、一言語、一民族といっていい。北海道にはアイヌ民族がおりますが、今はまったく同化されておりますから」と発言[10]。北海道ウタリ協会の吉田昇理事から「情けない。アイヌを一番知るはずの地元の鈴木代議士が正気で発言したとは思えない。中曽根康弘首相の単一民族発言から15年たつのに、相変わらずの認識だ」との反撥を受けた[11]。
- 平沼赳夫 - 2001年7月2日、経済産業大臣在任中、札幌市内で開かれた自民党中川義雄参院議員のセミナーにて「小さな国土に、1億2600万人のレベルの高い単一民族できちんとしまっている国。日本が世界に冠たるもの」と発言[10][リンク切れ]。
- 鳥居泰彦 - 2003年2月13日、慶應義塾学事顧問・中央教育審議会会長在任中、衆議院憲法調査会の「基本的人権の保障に関する調査小委員会」の会議に参考人として出席した際、「日本が犯罪率が低いのは単一民族の国だからだ」という趣旨の発言をおこなう[要出典]。
- 麻生太郎 - 2005年10月15日、総務大臣在任中、福岡県太宰府市の九州国立博物館開館記念式典の来賓祝辞で「一文化、一文明、一民族、一言語の国は日本のほかにはない」「今は（世界各地で）人種、地域、宗教でいろんな争いが起きている。日本は一国家、一文明、一文化圏で、そういう国はあまりない」と発言[12]。また2020年にも福岡県直方市で行われた国政報告会において「2000年の長きにわたって一つの国で、一つの場所で、一つの言葉で、一つの民族、一つの天皇という王朝、126代の長きにわたって一つの王朝が続いているなんていう国はここしかありません」と発言している[13]。
- 伊吹文明 - 2007年2月25日、文部科学大臣在任中、長崎県長与町で開かれた自民党長与支部大会での講演にて「大和民族がずっと日本の国を統治してきたのは歴史的に間違いのない事実。極めて同質的な国」「悠久の歴史の中で、日本は日本人がずっと治めてきた」と発言[14]。
- 中山成彬 - 2008年9月25日、国土交通大臣在任中、共同通信社など報道各社とのインタビューで「日本は随分内向きな、単一民族といいますかね、あんまり世界と（交流が）ないので内向きになりがち」と発言[15][リンク切れ]。この発言が与野党からの非難を受けた[16][リンク切れ]。

都道府県独立国家論も参照。

### 中国
過去には五胡十六国、金、元、清など、漢民族以外の少数民族が中国を支配していた時期もある。これらのうち、自らの文化を保持したまま中国を支配した王朝に関しては征服王朝と呼ばれるが、漢民族の文化を進んで取り入れ同化していった王朝に関しては浸透王朝と呼ばれる。
中華民族の用語の起源は章太炎が漢族を表す新しい民族名として提唱し、袁世凱が外蒙古独立時に「外蒙古は数百年家を共にした中華民族のものである」と言って使用し、孫文は1912年に自身が発表した漢満蒙回藏五族共和説を基に、「よく五族共和と言うが、中国はこの五つの民族だけか? 私が言いたいのは、中国内全ての民族を同化して一つの中華民族を作り上げなければいけない。中国の民主主義はその後完成する。」と言って使用した。現在「中華民族」と言う概念は中華人民共和国の行政や漢民族の多くの愛国者によって国家思想として支持されている。
中華人民共和国は主要民族である漢民族と55の少数民族から構成されている多民族国家として成立した。民族識別工作により、誰がどの民族に属するかを行政的に確定させているが、中華人民共和国の国籍を持つ全ての文化的集団（エスニック・グループ）を統合した政治的共同体（ネーション）として中華民族（ちゅうかみんぞく）という言葉が使われる。これには漢民族だけでなく、モンゴル族、チベット民族やウイグル人などの少数民族も含む。「中華民族は一体である」とされる場合が多いが、しかし中華とは自己を世界の中心とする意識の表現の下、漢民族が自らを表現する概念であり、「黄河は中華民族の揺り籠」「中華民族は炎黄子孫」など、「中華民族＝漢民族」を前提する定義が使われることもある。また、中国国民党も同様で、現在のモンゴル国までを中華の領域としていた。
漢民族が圧倒的に権力を握っている一方、少数民族には上級学校への優先的な進学、公務員採用の優先などの優遇策もとられており、漢民族以外の人々は、一人っ子政策の適用外とされているため、2人以上の子をもうけるために漢民族の血をひきながら少数民族として登録する人々も少なくないという。満州族など優遇を受けるため漢民族から登録を変更しているために、満州語を話せる満州族は少数にもかかわらず見掛け上の人口増加率が大きいという例もある。

### 韓国
韓国では民族主義により「単一民族意識」やそれに伴う「純血 VS 混血」という民族意識概念が根強く残っており、それが人種差別の温床となっていると国連人種差別撤廃委員会から度々勧告を受けている。1991年に中国系やベトナム系韓国人の地位について指摘を受けた際に韓国政府は「韓国は単一民族国家で、人種差別はない」と主張し、2007年にも韓国政府は「韓国は単一民族」「韓国には少数民族差別はあまり見られない。しかし単一民族性から自然発生した“純血”を誇る韓国人の自負心が、“混血”に対する差別を誘発している。」と報告書で主張した。これを受けた国連人種差別撤廃委員会は「純血対混血という言葉は、人種的優劣主義を広めるという点で懸念される」「人種差別を無くすよう努力せよ」と勧告したが、韓国内では「内政干渉ではないのか」といった反発の声も多く聞かれている。
ただし韓国人のヒト白血球型抗原遺伝子分析によると、韓国人は日本人以上に多民族である可能性が高いとの報告がされている。
主な理由としては、朝鮮半島が過去に中国人やモンゴル民族など多様な民族国家の支配を受けてきた事実や、それら東アジア系民族との混血により比較的近年成立した「民族」であることなどが挙げられる。2023年11月時点で滞在人口の4.86％が外国人と推算され、来年には5％を超えて、多民族国家となる可能性が高い。

### フランス
国民国家誕生前のヨーロッパでは王侯貴族は主にフランス語、平民は土着のゲルマン系、ラテン系、スラブ系、アングロサクソン系など地元の方言を話すのが普通であった。フランス革命当時にフランス語を話していたのは主にイル・ド・フランス及びロワール地方周辺の人々で、フランスの人口の30％強に過ぎなかったといわれている。その後にフランス市民、フランス文化、フランス語を基礎にした共和制の元に同化政策が執行される。
1951年のディクソンヌ法によって公立の学校でフランス語以外の言語で授業を行うことは不可能になった。これによってブルターニュ、アルザス、コルシカ島などでの現地語の縮小に繋がっている。フランスは近年にヨーロッパ地方言語・少数言語憲章に署名しているがフランスの最高裁判所は条文の内容が違憲であるとの判断を下したため憲章を批准できないでいる。

### トルコ
オスマン帝国はモンゴル系の騎馬民族が他民族の領土を征服する形で生まれたためその出発点から多民族国家であった。文化的にもより高度な東ローマ帝国のヘレニズム文化、イラン文化やアラブ文化を取り込んだだけでなくギリシア人やアルメニア人やトルコ人やユダヤ人やアラブ人やクルド人がカリフの制度の下に共存する執政がとられ多くの非トルコ人が軍部、政府や商業において活躍していた。言語的にはテュルク系であるトルコ人の多くがコーカソイドの容貌をしているのもこのためである。しかし帝国の凋落とともに非トルコ民族の民族独立運動が活発化し帝国が崩壊。その瓦礫から強烈なトルコ民族主義の旗を掲げて近代トルコが形成される。アルメニア人の大虐殺もこの頃に起こっている。しかし、トルコの領土の3分の1はクルド人居住区であり過去には熾烈な独立運動の弾圧およびクルド文化の抑圧が行われた。またトルコのギリシア人は建国時のギリシアとの戦争との関係でギリシャに追放されている。
ちなみにトルコの憲法ではトルコはトルコ民族国家であると明記してありトルコ民族および建国の父を侮辱することは不敬罪にあたる。

### イスラエル
1948年建国されたイスラエルは「ユダヤ人国家」と号している。もともとイスラエルが国家として確立される前の現在のイスラエルも含めたパレスチナ全土はアラブ人が圧倒的な多数派であり、シオニストを自認するユダヤ人入植者などは、イスラエル建国以前から非ユダヤ人住民の追放を計画していた。後にイスラエル初代首相となるダヴィド・ベン＝グリオンは、1947年11月29日の国連パレスチナ分割決議可決後の12月3日、マパイの幹部に「ユダヤ人国家に割り当てられた領土では現在、非ユダヤ人が四〇％いる。ユダヤ国家にとって、この構成は安定した基盤にはならない。（中略）少なくともユダヤ人が八〇％を占めなければ、存続可能な独立国家とはいえない」と述べており、非ユダヤ人住民を追放する具体的な計画が立てられた（ダレット計画）。パレスチナ内戦_(1947年)の間に約25万のアラブ人が避難あるいは追放され、第一次中東戦争の停戦時には約70万に達していた（ナクバ）。イスラエルは、公式には追放や民族浄化の意図を否定しているが、今日ではアラブ人住民「退去」の主因がイスラエルによる追放であることが明らかになっている（1948年のパレスチナ人追放と避難）。
いずれにせよ、イスラエルは支配地域住民の83%をユダヤ人にすることに成功した。そして建国後もユダヤ人の移民を奨励し、パレスチナ難民を「潜入者」と定義して帰還させない政策を続けているが、いまだにアラビア人を始めとする非ユダヤ人住民は2割を占める。未だにパレスチナ人の難民がもともとの居住地に帰還できず難民キャンプなどで生活しているという現在最長の難民問題であることも含め、イスラエルをユダヤ人国家と認めることは民族浄化を肯定するに当たるとの批判が存在する。
2010年には閣議決定で、非ユダヤ人の国籍取得にあたり、「ユダヤ国家」への忠誠を要求する法案が提出された。非ユダヤ人住民などからは、人種差別という批判が起きている。米国が「ユダヤ人国家」の自己規定を追認しているほか、イスラエルはイスラエル・パレスチナ問題においても、パレスチナ側に「ユダヤ人国家」であることを認めるよう、一貫して要求を続けている。
2018年7月19日、クネセトで自国を「ユダヤ人の民族的郷土」と規定するユダヤ国民国家基本法（国籍法）が賛成62、反対55、棄権2の賛成多数で可決された。同法は「基本法」とされ、憲法のないイスラエルにおいて、憲法に準じる最高法規の一つと位置付けられた。これにより、イスラエルで民族自決権を持つのはユダヤ人のみと明確に限定され、ヘブライ語は唯一の公用語と定められた。パレスチナ・アラビア系住民が主な話者であるアラビア語は公用語から外され、「特別な地位」を持つ言語としたが、ヘブライ語との格差を明確にした。